# Chiesa dei Santi Giuseppe e Antonio da Padova
La chiesa dei Santi Giuseppe e Antonio da Padova è un edificio religioso che si trova ad Augio, nel cantone dei Grigioni.

## Storia
Venne costruita in stile barocco prima del 1683, nel 1784 venne ristrutturata.

## Descrizione
La chiesa si presenta con una pianta ad unica navata, suddivisa in due campate.

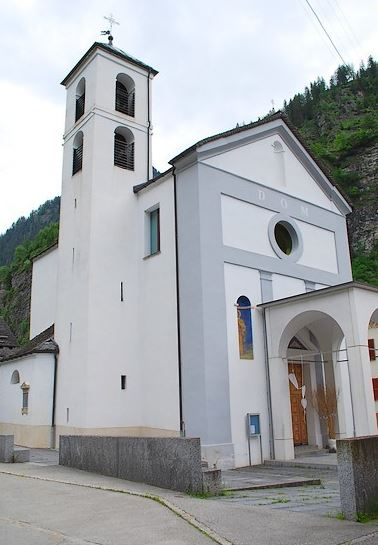
Augio: chiesa

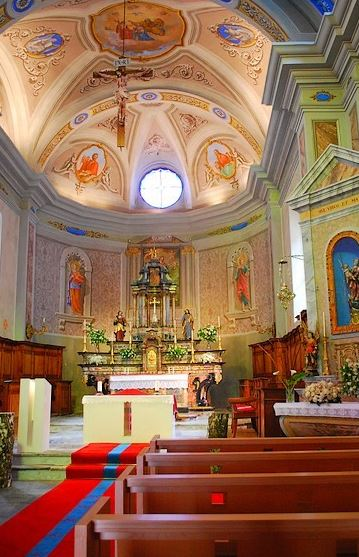
Veduta interna della chiesa, Augio

Chiesa in Augio: vedere in fondo alla pagina a destra (vista dall'esterno e vista interna della chiesa).